# Stutzheim-Offenheim
Stutzheim-Offenheim je občina v departmaju Bas-Rhin francoske regije Alzacija.
Leta 2012 je v občini živelo 1.429 oseb oz. 200 oseb/km².